# HD 54986
HD 54986 — оранжевая звезда, находящаяся в созвездии Близнецов на расстоянии приблизительно 823,17 св. лет от Земли. По состоянию на 2007 год, радиус звезды оценивается в 32,53 солнечного радиуса. Исходя из отрицательной радиальной скорости, звезда приближается к Солнцу. Планет у HD 54986 обнаружено не было. Звезда не видима невооружённым глазом на ночном небе, для её наблюдения нужен хотя бы бинокль.